# Saga (nome)
Saga  è un nome proprio di persona islandese e svedese femminile.

## Varianti
- Femminili: Sága[3]

## Origine e diffusione

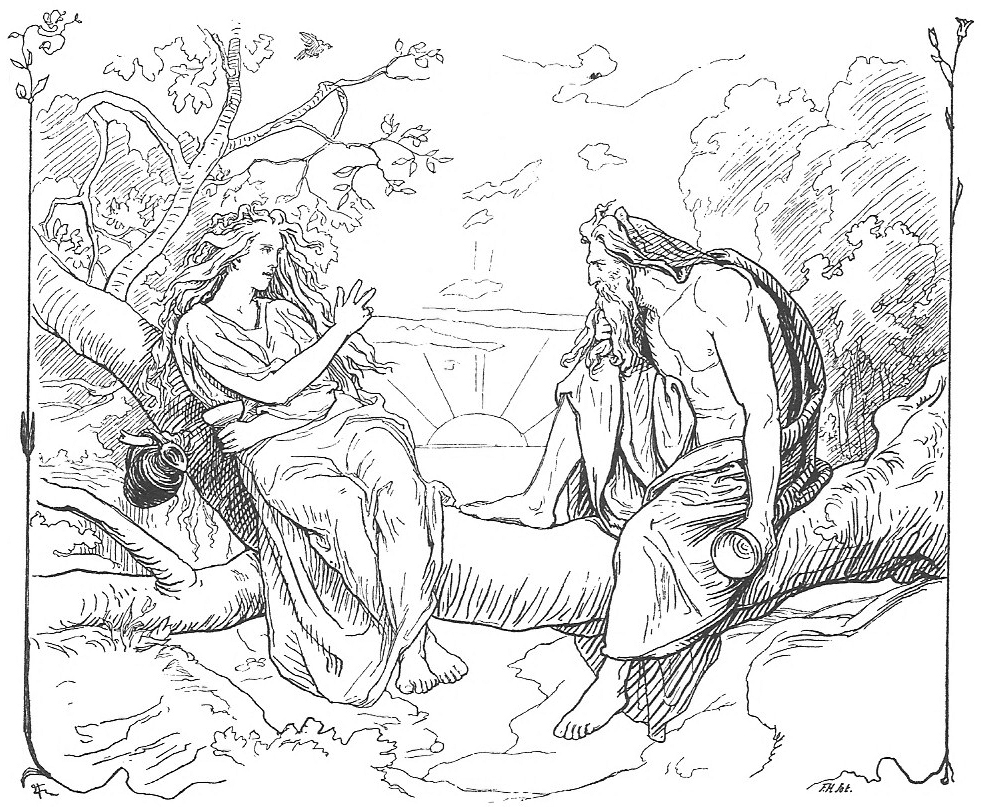
Sága e Odino in un'illustrazione di Lorenz Frølich

Nome popolare negli ultimi decenni, nel 2014 è entrato fra i 10 nomi più usati per le neonate in Svezia, un salto di diciassette posizioni rispetto all'anno precedente.
Nella mitologia norrena è portato da Sága, la dea della storia e della poesia, forse identificabile con Frigg o con Freya; il significato del suo nome, incerto, potrebbe essere "colei che vede" (dal norreno sjá, "vedere"). Con l'andare del tempo si è confuso con il termine saga o folksaga, che in svedese (come in italiano) vuol dire  "storia", "fiaba". 

## Onomastico
Il nome è adespota, ovvero non è portato da alcuna santa. L'onomastico si può festeggiare il 1º novembre, giorno di Ognissanti.